# Villers-lès-Guise
Villers-lès-Guise är en kommun i departementet Aisne i regionen Hauts-de-France i norra Frankrike. Kommunen ligger  i kantonen Guise som ligger i arrondissementet Vervins. År 2022 hade Villers-lès-Guise 160 invånare.

## Befolkningsutveckling
Antalet invånare i kommunen Villers-lès-Guise
Referens: INSEE